# National Hurling League
La National Hurling League, o per ragioni di sponsor Allianz National Hurling League è un torneo di hurling che si tiene annualmente in Irlanda ed è organizzato dalla Gaelic Athletic Association. Si tiene durante i mesi invernali ed è il secondo livello di questo sport, dopo l'All-Ireland Senior Hurling Championship. Vi partecipano le rappresentative delle contee (le 32 irlandesi più South Down, London e Fingal) e Galway GAA è campione in carica, avendo battuto Cork nella finale del 2010. Ci sono varie divisioni e la squadra che vince il trofeo è quella della division 1, la principale. Le due ultime formazioni di ogni serie (a parte la 4) retrocedono, mentre le prime due vengono promosse. Le due prime classificate della division 1 disputano la finale che consacra la vincitrice. La competizione, trasmessa da TG4, è meno seguita dell'ALL-Ireland, fatto dovute anche alla disputa delle partite nel mese invernale. La squadra più titolata è Tipperary che ha vinto il titolo 20 volte. Molte formazioni la vivono come una sorta di allenamento per il ben più prestigioso All-Ireland.

## Division One
| Campioni All-Ireland  |
| Finalisti All-Ireland |

| Anno             | Vincitore                | Punteggio                                  | Punteggio                                  | Finalista                                  | Stadio                                     | Capitano vincitore       |
| ---------------- | ------------------------ | ------------------------------------------ | ------------------------------------------ | ------------------------------------------ | ------------------------------------------ | ------------------------ |
| 1925-26          | Cork                     | 3-07                                       | 1-05                                       | Dublin                                     |                                            | Seán Óg Murphy           |
| 1926-27          | League not held          | League not held                            | League not held                            | League not held                            | League not held                            | League not held          |
| 1927-28          | Tipperary                | vinta col sistema di 14 punti in otto gare | vinta col sistema di 14 punti in otto gare | vinta col sistema di 14 punti in otto gare | vinta col sistema di 14 punti in otto gare | Johnny Leahy             |
| 1928-29          | Dublin                   | 7-04                                       | 5-05                                       | Cork                                       |                                            | Mick Gill                |
| 1929-30          | Cork                     | 3-05                                       | 3-00                                       | Dublin                                     |                                            | Eudie Coughlan           |
| 1930-31          | Galway                   | 4-05                                       | 4-04                                       | Tipperary                                  |                                            | Ignatius Harney          |
| 1931-32          | Non disputata            | Non disputata                              | Non disputata                              | Non disputata                              | Non disputata                              | Non disputata            |
| 1932-33          | Kilkenny                 | 3-08                                       | 1-03                                       | Limerick                                   | Nowlan Park                                | Eddie Doyle              |
| 1933-34          | Limerick                 | 3-06                                       | 3-03                                       | Dublin                                     | Gaelic Grounds                             | Mick Kennedy             |
| 1934-35          | Limerick                 | vinta col sistema di 15 punti in otto gare | vinta col sistema di 15 punti in otto gare | vinta col sistema di 15 punti in otto gare | vinta col sistema di 15 punti in otto gare | Timmy Ryan               |
| 1935-36          | Limerick                 | vinta col sistema di 15 punti in otto gare | vinta col sistema di 15 punti in otto gare | vinta col sistema di 15 punti in otto gare | vinta col sistema di 15 punti in otto gare | Timmy Ryan               |
| 1936-37          | Limerick                 | vinta col sistema di 13 punti in otto gare | vinta col sistema di 13 punti in otto gare | vinta col sistema di 13 punti in otto gare | vinta col sistema di 13 punti in otto gare | Mick Mackey              |
| 1937-38          | Limerick                 | 5-02                                       | 1-01                                       | Tipperary                                  |                                            | Mick Mackey              |
| 1938-39          | Dublin                   | 1-08                                       | 1-04                                       | Waterford                                  |                                            | Mick Daniels             |
| 1939-40          | Cork                     | 8-09                                       | 6-04                                       | Tipperary                                  |                                            | Jack Lynch               |
| 1940-41          | Cork                     | 4-11                                       | 2-07                                       | Dublin                                     |                                            | Connie Buckley           |
| 1941-45          | Sospesa per quattro anni | Sospesa per quattro anni                   | Sospesa per quattro anni                   | Sospesa per quattro anni                   | Sospesa per quattro anni                   | Sospesa per quattro anni |
| 1945-46          | Clare                    | 2-10                                       | 2-05                                       | Dublin                                     | After a replay                             | Mick Daly                |
| 1946-47          | Limerick                 | 3-08                                       | 1-07                                       | Kilkenny                                   | After a replay                             |                          |
| 1947-48          | Cork                     | 3-03                                       | 1-02                                       | Tipperary                                  |                                            | Jim Young                |
| 1948-49          | Tipperary                | 3-05                                       | 3-03                                       | Cork                                       |                                            | Pat Stakelum             |
| 1949-50          | Tipperary                | 3-08                                       | 1-10                                       | Kilkenny                                   |                                            | Seán Kenny               |
| 1950-51          | Galway                   | 6-07                                       | 3-04                                       | Wexford                                    |                                            | M. J. 'Inky' Flaherty    |
| 1951-52          | Tipperary                | 4-07                                       | 4-06                                       | Wexford                                    |                                            | Pat Stakelum             |
| 1952-53          | Cork                     | 2-10                                       | 2-07                                       | Tipperary                                  |                                            | David O'Leary            |
| 1953-54          | Tipperary                | 3-10                                       | 1-04                                       | Kilkenny                                   |                                            | Jimmy Finn               |
| 1954-55          | Tipperary                | 3-05                                       | 1-05                                       | Wexford                                    |                                            | John Doyle               |
| 1955-56          | Wexford                  | 5-09                                       | 2-14                                       | Tipperary                                  |                                            | Jim English              |
| 1956-57          | Tipperary                | 3-11                                       | 2-07                                       | Kilkenny                                   |                                            |                          |
| 1957-58          | Wexford                  | 5-07                                       | 4-08                                       | Limerick                                   |                                            |                          |
| 1958-59          | Tipperary                | 0-15                                       | 0-07                                       | Waterford                                  |                                            |                          |
| 1959-60          | Tipperary                | 2-15                                       | 3-08                                       | Cork                                       |                                            | Tony Wall                |
| 1960-61          | Tipperary                | 6-06                                       | 4-09                                       | Waterford                                  |                                            | Matt Hassett             |
| 1961-62          | Kilkenny                 | 1-16                                       | 1-08                                       | Cork                                       |                                            | Alfie Hickey             |
| 1962-63          | Waterford                | 2-15                                       | 4-07                                       | Tipperary                                  |                                            |                          |
| 1963-64          | Tipperary                | 5-12                                       | 1-04                                       | Wexford                                    |                                            |                          |
| 1964-65          | Tipperary                | 3-14                                       | 2-08                                       | Kilkenny                                   |                                            | Jimmy Doyle              |
| 1965-66          | Kilkenny                 | 10-15 (45)                                 | 2-15 (21)                                  | New York                                   |                                            | Jim Lynch                |
| 1966-67          | Wexford                  | 3-10 (19)                                  | 1-09 (12)                                  | Kilkenny                                   |                                            | Jimmy O'Brien            |
| 1967-68          | Tipperary                | 6-27 (45)                                  | 4-22 (34)                                  | New York                                   | Gaelic Park                                | Mick Roche               |
| 1968-69          | Cork                     | 3-12 (21)                                  | 1-14 (17)                                  | Wexford                                    |                                            | Denis Murphy             |
| 1969-70          | Cork                     | 5-21 (36)                                  | 6-16 (34)                                  | New York                                   | Gaelic Park                                | Gerald McCarthy          |
| 1970-71          | Limerick                 | 3-12 (21)                                  | 3-11 (20)                                  | Tipperary                                  | Cork Athletic Grounds                      | Tony O'Brien             |
| 1971-72          | Cork                     | 3-14 (23)                                  | 2-14 (20)                                  | Limerick                                   | Gaelic Grounds                             | Frank Norberg            |
| 1972-73          | Wexford                  | 4-13 (25)                                  | 3-07 (16)                                  | Limerick                                   | Gaelic Grounds                             | John Quigley             |
| 1973-74          | Cork                     | 6-15 (33)                                  | 1-12 (15)                                  | Limerick                                   | Gaelic Grounds                             | John Horgan              |
| 1974-75          | Galway                   | 4-09 (21)                                  | 4-06 (18)                                  | Tipperary                                  | Semple Stadium                             | John Connolly            |
| 1975-76 (R)      | Kilkenny                 | 0-16 (16) 6-14 (32)                        | 2-10 (16) 1-14 (17)                        | Clare                                      | Semple Stadium                             | Phil 'Fan' Larkin        |
| 1976-77          | Clare                    | 2-08 (14)                                  | 0-09 (9)                                   | Kilkenny                                   | Semple Stadium                             | John McNamara            |
| 1977-78          | Clare                    | 3-10 (9)                                   | 1-10 (13)                                  | Kilkenny                                   | Semple Stadium                             | Seán Stack               |
| 1978-79          | Tipperary                | 3-15 (24)                                  | 0-08 (8)                                   | Galway                                     | Gaelic Grounds                             | Paddy Williams           |
| 1979-80 (R)      | Cork                     | 2-10 (16) 4-15 (27)                        | 2-10 (16) 4-06 (18)                        | Limerick                                   | Páirc Uí Chaoimh                           | Dermot Mac Curtain       |
| 1980-81          | Cork                     | 3-11 (20)                                  | 2-08 (14)                                  | Offaly                                     | Semple Stadium                             | Dónal O'Grady            |
| 1981-82          | Kilkenny                 | 2-14 (20)                                  | 1-11 (14)                                  | Wexford                                    | Croke Park                                 | Brian Cody               |
| 1982-83          | Kilkenny                 | 2-14 (20)                                  | 2-12 (18)                                  | Limerick                                   | Semple Stadium                             | Liam Fennelly            |
| 1983-84          | Limerick                 | 3-16 (25)                                  | 1-09 (12)                                  | Wexford                                    | Semple Stadium                             | Leonard Enright          |
| 1984-85          | Limerick                 | 3-12 (21)                                  | 1-07 (10)                                  | Clare                                      | Semple Stadium                             | Leonard Enright          |
| 1985-86          | Kilkenny                 | 2-10 (16)                                  | 2-06 (15)                                  | Galway                                     | Semple Stadium                             | Frank Holohan            |
| 1986-87          | Galway                   | 3-12 (21)                                  | 3-10 (19)                                  | Clare                                      | Semple Stadium                             | Conor Hayes              |
| 1987-88          | Tipperary                | 3-15 (24)                                  | 2-09 (15)                                  | Galway                                     | Croke Park                                 | Conor Hayes              |
| 1988-89          | Galway                   | 2-16 (22)                                  | 4-08 (20)                                  | Tipperary                                  | Croke Park                                 | Conor Hayes              |
| 1989-90          | Kilkenny                 | 0-19 (18)                                  | 0-09 (9)                                   | New York                                   | Gaelic Park                                | Kevin Fennelly           |
| 1990-91          | Offaly                   | 2-06 (12)                                  | 0-10 (10)                                  | Wexford                                    | Croke Park                                 | Danny Owens              |
| 1991-92          | Limerick                 | 0-14 (14)                                  | 0-13 (13)                                  | Tipperary                                  | Gaelic Grounds                             | J. O'Connor              |
| 1992-93 (R) (R2) | Cork                     | 2-11 (17) 0-18 (18) 3-11 (20)              | 2-11 (17) 3-09 (18) 1-12 (15)              | Wexford                                    | Semple Stadium                             | Brian Corcoran           |
| 1993-94          | Tipperary                | 2-14 (20)                                  | 0-12 (12)                                  | Galway                                     | Gaelic Grounds                             | George Frend             |
| 1994-95          | Kilkenny                 | 2-12 (18)                                  | 0-09 (9)                                   | Clare                                      | Semple Stadium                             | Bill Hennessy            |
| 1995-96          | Galway                   | 2-10 (16)                                  | 2-08 (14)                                  | Tipperary                                  | Gaelic Grounds                             | Michael Coleman          |
| 1997             | Limerick                 | 1-12 (15)                                  | 1-09 (12)                                  | Galway                                     | Cusack Park                                | Gary Kirby               |
| 1998             | Cork                     | 2-14 (20)                                  | 0-13 (13)                                  | Waterford                                  | Semple Stadium                             | Diarmuid O'Sullivan      |
| 1999             | Tipperary                | 1-14 (17)                                  | 1-10 (13)                                  | Galway                                     | Cusack Park                                | Tommy Dunne              |
| 2000             | Galway                   | 2-18 (24)                                  | 2-13 (19)                                  | Tipperary                                  | Gaelic Grounds                             | Joe Rabbitte             |
| 2001             | Tipperary                | 1-19 (22)                                  | 0-17 (17)                                  | Clare                                      | Gaelic Grounds                             | Tommy Dunne              |
| 2002             | Kilkenny                 | 2-15 (21)                                  | 2-14 (20)                                  | Cork                                       | Semple Stadium                             | Andy Comerford           |
| 2003             | Kilkenny                 | 5-14 (29)                                  | 5-13 (28)                                  | Tipperary                                  | Croke Park                                 | D.J. Carey               |
| 2004             | Galway                   | 2-15 (21)                                  | 1-13 (16)                                  | Waterford                                  | Gaelic Grounds                             | Ollie Canning            |
| 2005             | Kilkenny                 | 3-20 (29)                                  | 0-15 (15)                                  | Clare                                      | Semple Stadium                             | Peter Barry              |
| 2006             | Kilkenny                 | 3-11 (20)                                  | 0-14 (14)                                  | Limerick                                   | Semple Stadium                             | Jackie Tyrrell           |
| 2007             | Waterford                | 0-20 (20)                                  | 0-18 (18)                                  | Kilkenny                                   | Semple Stadium                             | Michael 'Brick' Walsh    |
| 2008             | Tipperary                | 3-18 (27)                                  | 3-16 (25)                                  | Galway                                     | Semple Stadium                             | Eoin Kelly               |
| 2009             | Kilkenny                 | 2-26 (32)                                  | 4-17 (29)                                  | Tipperary                                  | Semple Stadium                             | Henry Shefflin           |
| 2010             | Galway                   | 2–22 (28)                                  | 1–17 (20)                                  | Cork                                       | Semple Stadium                             | Shane Kavanagh           |

## Division Two
| Anno | Vincitore | Punteggio | Punteggio | Finalista | Stadio         | Capitano vittorioso      |
| ---- | --------- | --------- | --------- | --------- | -------------- | ------------------------ |
| 2001 | Kerry     | 4-14 (22) | 3-10 (19) | Westmeath | Croke Park     | Michael 'Boxer' Slattery |
| 2002 | Laois     | 1-20 (23) | 2-14 (20) | Antrim    | Semple Stadium | John Lyons               |
| 2003 | Antrim    | 3-18 (27) | 3-12 (21) | Kerry     | Croke Park     |                          |
| 2004 | Down      | 5-15 (30) | 3-7 (16)  | Westmeath | Gaelic Grounds |                          |
| 2005 | Offaly    | 6-21 (39) | 4-7 (19)  | Carlow    | Semple Stadium | Barry Teehan             |
| 2006 | Dublin    | 0-16 (16) | 1-6 (9)   | Kerry     | Semple Stadium | Philip Brennan           |
| 2007 | Laois     | 2-19 (25) | 0-8 (8)   | Wicklow   | Semple Stadium | Joe Fitzpatrick          |
| 2008 | Westmeath | 2-12 (18) | 0-12 (12) | Carlow    | Gaelic Grounds | Brendan Murtagh          |
| 2009 | Offaly    | 1-13 (16) | 0-13 (13) | Wexford   | Semple Stadium | Ger Oakley               |
| 2010 | Wexford   | 1-16 (19) | 2-9 (15)  | Clare     | Semple Stadium | Diarmuid Lyng            |

## Performance per contea
| Contea    | Vittorie | Anni delle vittorie |
| --------- | -------- | --- |
| Tipperary | 20       | 1928, 1949, 1950, 1952, 1954, 1955, 1957, 1959, 1960, 1961, 1964, 1965, 1967, 1968, 1979, 1988, 1994, 1999, 2001, 2008 |
| Cork      | 14       | 1926, 1930, 1940, 1941, 1948, 1953, 1969, 1970, 1972, 1974, 1980, 1981, 1993, 1998                                     |
| Kilkenny  | 14       | 1933, 1962, 1966, 1976, 1982, 1983, 1986, 1990, 1995, 2002, 2003, 2005, 2006, 2009                                     |
| Limerick  | 11       | 1934, 1935, 1936, 1937, 1938, 1947, 1971, 1984, 1985, 1992, 1997                                                       |
| Galway    | 9        | 1931, 1951, 1975, 1987, 1989, 1996, 2000, 2004, 2010                                                                   |
| Clare     | 3        | 1946, 1977, 1978 |
| Wexford   | 3        | 1956, 1958, 1973 |
| Waterford | 2        | 1963, 2007 |
| Dublin    | 2        | 1929, 1939 |
| Offaly    | 1        | 1991 |

## Divisioni per la stagione 2011
| Division 1 | Division 2 | Division 3A | Division 3B | Division 4 |
| ---------- | ---------- | ----------- | ----------- | ---------- |
| Kilkenny   | Clare      | Kildare     | Mayo        | Longford   |
| Galway     | Limerick   | Meath       | Roscommon   | Tyrone     |
| Dublin     | Antrim     | Derry       | Fingal      | Leitrim    |
| Waterford  | Carlow     | Armagh      | Louth       | Fermanagh  |
| Wexford    | Laois      | Wicklow     | Donegal     | South Down |
| Cork       | Westmeath  | London      | Sligo       | Cavan      |
| Offaly     | Down       |             | Monaghan    |            |
| Tipperary  | Kerry      |             |             |            |